# Miconia glaberrima
Miconia glaberrima är en tvåhjärtbladig växtart som först beskrevs av Diederich Franz Leonhard von Schlechtendal, och fick sitt nu gällande namn av Charles Victor Naudin. Miconia glaberrima ingår i släktet Miconia och familjen Melastomataceae. Inga underarter finns listade i Catalogue of Life.